# Taeniophallus
Taeniophallus es un género de serpientes de la familia Colubridae y subfamilia Dipsadinae. Incluye nueve especies que se distribuyen por la mayor parte de Sudamérica. 

## Especies
Se reconocen a las siguientes especies:
- Taeniophallus affinis (Günther, 1858)
- Taeniophallus bilineatus (Fischer, 1885)
- Taeniophallus brevirostris (Peters, 1863)
- Taeniophallus nebularis Schargel, Rivas & Myers, 2005
- Taeniophallus nicagus (Cope, 1868)
- Taeniophallus occipitalis (Jan, 1863)
- Taeniophallus persimilis (Cope, 1869)
- Taeniophallus poecilopogon (Cope, 1863)
- Taeniophallus quadriocellatus Santos, Di-Bernardo & de Lema, 2008